# Сарбаев, Тельман Сарбаевич
Тельман Сарбаевич Сарбаев (2 марта 1936, Куланак, Киргизская АССР — 2005) — советский и кыргызский инженер-геолог, заслуженный ирригатор Кыргызстана (1980), лауреат премии Совета Министров СССР (1982). Руководитель крупных ирригационных проектов, которые значительно повлияли на сельское хозяйство и водные ресурсы Кыргызстана.

## Биография
Родился 2 марта 1936 года в Нарынском районе, в селе Куланак.  
В 1958 году окончил Фрунзенский политехнический институт и начал свою карьеру в области геологии и ирригации.  
С 1958 года занимал различные должности: инженер-геолог, начальник отряда, руководитель геологической партии, начальник научно-исследовательского отдела и заместитель директора. В 1973 году стал директором Кыргызского проектного водного института.  

## Вклад в ирригацию и геологию
Под руководством Сарбаева были реализованы масштабные проекты в области ирригации и водоснабжения, включая строительство крупных насосных станций, водохранилищ (Кировское, Темунку-Аларча, Сокулук, Базар-Коргон, Торткуль, Найман и другие) и ирригационных каналов.  
Его работы впервые в республике систематизировали материалы по гидромодульному районированию и режиму орошения, что позволило оптимизировать использование водных ресурсов в Кыргызстане.  
Он также является одним из авторов трёхтомной монографии «Ирригация Кыргызстана в проектах и объектах» и выступил её главным редактором.  

## Труды
- Сарбаев Т. С. Перспективы орошения в Киргизии. — Фрунзе: Кыргызстан, 1984. — 64 с.

## Память
Сарбаев оставил значительный след в истории ирригации Кыргызстана. Труды и проекты Сарбаева продолжают использоваться в области ирригации и сельского хозяйства Кыргызстана, играя важную роль в развитии экономики и водных ресурсов

## Награды
- Орден Трудового Красного Знамени
- Орден «Знак Почёта»
- Лауреат премии Совета Министров СССР (1982)